# Terrorangreb i Køln oktober 2018
Gidseltagningen på Köln Hauptbahnhof i 2018 var en hændelse der fandt sted 15. oktober 2018. En mand kastede en molotovcocktail ind i en fast-foodrestaurant, som sårede to personer, heraf en 14 år gammel pige, som fik brandsår. En kvinde blev taget som gidsel da gerningsmanden flygtede ind i et apotek.  En specialstyrke fra politiet skød gerningsmanden, som blev alvorligt såret.